# Szünidei napló
A Szünidei napló (eredeti cím: יומני החופש הגדול, angol cím: Summer Days) 2012 és 2013 között vetített izraeli televíziós vígjáték, amelyet Michal Cooper Keren alkotott. A főbb szerepekben Lihi Kornowski, Carmel Lotan, Silvan Presler, Gaya Gur Arie, Gefen Barkai, Michaela Elkin és Noel Berkovitch látható.
Izraelben 2012. augusztus 19-én mutatta be a Disney Channel. Magyarországon 2016. június 20-án mutatta be a Disney Channel.

## Ismertető
Tamar, Dafi, Elinor és Dana Tel-Avivban élnek és régóta barátok. De minden felborul, amikor Dana Olaszországba költözik. Úgy döntenek, hogy pénzt gyűjtenek repülőjegyre, mert Milánóba akarnak menni. Elinor a Milkshake-ben dolgozik, Dafi énekel, Tamar táncol és gyermekfelügyeletet vállal. A teraszon interneten keresztül mondják el naponta, hogy mi történt aznap.

## Szereplők
| Szereplő      | Színész         | Magyar hang    |
| ------------- | --------------- | -------------- |
| Tamar Golan   | Lihi Kornowski  | Laudon Andrea  |
| Dafi Carmon   | Carmel Lotan    | Győrfi Laura   |
| Tom Wexler    | Silvan Presler  | Szalay Csongor |
| Elinor Wexler | Gaya Gur Arie   | Czető Zsanett  |
| Gur           | Gefen Barkai    | Baráth István  |
| Karine Kramer | Michaela Elkin  | Pekár Adrienn  |
| Dana Treslan  | Noel Berkovitch | Lamboni Anna   |

## Epizódok
| Évad | Évad | Epizódok | Eredeti sugárzás    | Eredeti sugárzás  | Magyar sugárzás  | Magyar sugárzás     |
| Évad | Évad | Epizódok | Évadpremier         | Évadfinálé        | Évadpremier      | Évadfinálé          |
| ---- | ---- | -------- | ------------------- | ----------------- | ---------------- | ------------------- |
|      | 1    | 50       | 2012. augusztus 19. | 2012. október 31. | 2016. június 20. | 2016. augusztus 26. |
|      | 2    | 50       | 2013. augusztus 18. | 2013. október 29. | TBA              | TBA                 |

## Fordítás
- Ez a szócikk részben vagy egészben  a   Summer Break Stories című francia Wikipédia-szócikk ezen változatának fordításán alapul.  Az eredeti cikk szerkesztőit annak laptörténete sorolja fel. Ez a jelzés csupán a megfogalmazás eredetét és a szerzői jogokat jelzi, nem szolgál a cikkben szereplő információk forrásmegjelöléseként.